# 高知県道375号なんこく南インター線
高知県道375号なんこく南インター線（こうちけんどう375ごう なんこくみなみインターせん）は、高知県南国市から高知市に至る一般県道である。

## 概要
南国市稲生から高知市介良に至る。
高知東部自動車道（高知南国道路）のなんこく南ICと周辺幹線道路との接続を目的とする県道であり、また、高知市と南国市の境にある鉢伏山によって遮られている介良地区と稲生地区とを連結することで、起点から南国西南地区農道を、終点から高知東道路を介して、高知自動車道の南国ICと高知新港などの物流拠点を結ぶ南北軸の形成している。
まず、なんこく南IC入口から終点までの区間が2010年（平成22年）2月26日に供用開始され、鉢伏山から東に延びる尾根筋を貫く坂ノ松トンネルを含む残り区間は2013年（平成25年）8月6日午前10時から供用となり、全線が開通した。
県道認定時の路線名は、なんこく南ICの仮称を付した「高知東インター線」であったが、2014年（平成26年）8月29日にICの正式名称が決定したことを受け、2015年（平成27年）1月23日に現在の路線名へ変更された。
沿線は1998年（平成10年）の高知豪雨において浸水被害を受けており、路線の一部に水害対策として避越・遊水機能をもつ函渠機構を採用している。

### 路線データ
- 起点：南国市稲生（高知県道247号仁井田竹中線交点）
- 終点：高知市介良（国道32号・国道55号交点）
- 総延長：1.746 km

## 歴史
- 2010年（平成22年）2月26日 - なんこく南IC入口から終点までの区間が供用開始[1]。
- 2013年（平成25年）8月6日 - 坂ノ松トンネルを含む残り区間が10時から供用となり、全線開通[2][3]。
- 2015年（平成27年）1月23日 - 現在の路線名に変更[5]。

## 路線状況

### 道路施設

#### トンネル
- 坂ノ松トンネル：延長416 m、2011年（平成23年）竣工、南国市

## 地理

### 通過する自治体
- 高知県
  - 南国市 - 高知市

### 交差する道路
| 交差する道路                        | 市町村名 | 交差する場所 | 交差する場所   |
| ----------------------------------- | -------- | ------------ | -------------- |
| 高知県道247号仁井田竹中線           | 南国市   | 稲生         | 起点           |
| E55 高知東部自動車道 / 高知南国道路 | 南国市   | 伊達野       | 3 なんこく南IC |
| 高知県道243号田村高須線             | 南国市   | 伊達野       |                |
| 国道32号 国道55号 国道493号 重複    | 高知市   | 介良         | 終点           |

### 沿線
- 高知市立介良潮見台小学校